# GaoJing-1
GaoJing-1, auch bekannt als SuperView-1 oder 高景-1, ist eine Baureihe von zivilen chinesischen Erdbeobachtungssatelliten der chinesischen Beijing Space View Tech.
Die SuperView-Satelliten liefern kommerzielle Bilder mit einer panchromatischen Auflösung (0,45–0,89 µm) von 0,5 m und einer multispektralen Auflösung von 2 m (Vierkanal mit 0,45–0,52 µm, 0,52–0,59 µm, 0,63–0,69 µm, 0,77–0,89 µm) bei einer Schwadbreite von 12 km. Die Satelliten sind sehr beweglich und bieten mehrere Erfassungsmodi, darunter lange Streifen, mehrere Streifen, mehrere Punktziele und Stereoaufnahmen. Die maximale Einzelortaufnahme kann für einen 60 km × 70 km Videodaten liefern. Die Übertragung zur Erde erfolgt im X-Band auf zwei Kanälen mit jeweils 450 Mbit/s. Für die Zwischenspeicherung der Daten stehen 2 TB zur Verfügung. Die Satelliten basieren auf dem leichten CAST3000B Satellitenbus der China SpaceSat aus Peking (auch als DFH (Dongfanghong) Satellite bezeichnet), einer kommerziellen Tochtergesellschaft der CAST (Chinesische Akademie für Weltraumtechnologie), die zu CASC (China Aerospace Science and Technology Corporation), dem Hauptauftragnehmer des chinesischen Raumfahrtprogramms, gehört. Die Satelliten sind mit zwei Solarzellenauslegern mit je zwei Solarmodulen ausgestattet. Sie werden in eine sonnensynchrone Umlaufbahn in einer Höhe von 530 km, einer Bahnneigung von 98º und einer Umlaufzeit von 97 Minuten gebracht, wobei die beiden Satelliten des Paares jeweils um 180º versetzt auf der Bahn laufen. Die Wiederbesuchsdauer des gleichen Ortes beträgt 4 Tage. Sie haben eine Startmasse von 560 kg und eine Lebensdauer von 8 Jahren.
Die Ankündigung der CASC für den Bau der Satelliten erfolgte im September 2015 an. Nach Fertigstellung des Programmes wird es aus 16 optischen Satelliten wie dem SuperView-1A und 1B, vier fortschrittlicheren optischen Satelliten, vier Radarsatelliten und mehreren Minisatelliten bestehen. Die in der ersten Projektphase entwickelten vier sollen Ende 2016 und Mitte 2017 starten.
Das erste Satellitenpaar (SuperView-1 01 und Superview-1 02) wurde am 28. Dezember 2016 (3:23:56 UTC) mit einer CZ-2D-Rakete vom TSLC (Taiyuan Satellite Launch Center) in der chinesischen Provinz Shanxi gestartet. Die ersten beiden Satelliten werden wegen des Treibstoffverbrauchs für die ursprünglich nicht vorgesehenen Bahnanhebungen möglicherweise nicht so lange eingesetzt werden können wie geplant.

## Startliste
| Name            | COSPAR      | Startdatum    | Startplatz | Trägerrakete | Bemerkungen          |
| --------------- | ----------- | ------------- | ---------- | ------------ | -------------------- |
| GaoJing-1 01/02 | 2016-083A/B | 28. Dez. 2016 | TSLC       | CZ-2D        | mit BY70-1 gestartet |
| GaoJing-1 03/04 | 2018-002A/B | 9. Jan. 2018  | TSLC       | CZ-2D        |                      |